# Serrat dels Tudons (Lluçà)
|  | Aquest article tracta sobre Serrat dels Tudons de Lluçà. Vegeu-ne altres significats a «Serrat dels Tudons (Santa Maria de Corcó)». |

El Serrat dels Tudons és una muntanya de 902 metres que es troba al municipi de Lluçà, a la comarca del Lluçanès.